# Albert Wieder
Albert Wieder (* 1981 in Neckenmarkt) ist ein österreichischer Tubist, Komponist und Arrangeur sowie Hochschullehrer.

## Leben
Albert Wieder erlernte das Spielen der Tuba zunächst von seinem Vater, der Posaunist war. Im Alter von 14 Jahren wurde er an der Universität für Musik und darstellende Kunst Graz, Expositur Oberschützen, in die Klasse von Josef Maierhofer aufgenommen, wo er bis 1999 außerordentlicher Student war. Er gab bereits zu dieser Zeit Solokonzerte unter Yehudi Menuhin und mit dem Grazer Universitätsorchester Oberschützen. Anschließend nahm er dort bis 2007 ein ordentliches Studium in Instrumental- und Gesangspädagogik sowie Konzertfach Tuba auf. Von 2001 bis 2003 studierte er Tuba zudem bei Paul Halwax an der Musik und Kunst Privatuniversität der Stadt Wien. Im Jahr 2000 wurde er als 19-Jähriger Tubist des Bühnenorchesters der Wiener Staatsoper und gründete zudem das Blechbläserensemble da Blechhauf’n. Seit 2006 ist Wieder Mitglied des Wiener Posaunenensembles.
Von 2015 bis 2017 spielte er zudem aushilfsweise die Tuba bei der Gruppe Mnozil Brass und war an deren Album Yes! Yes! Yes! beteiligt. Mit zwei Mitgliedern dieses Ensembles – dem Trompeter Thomas Gansch und dem Posaunisten Leonhard Paul – bildet er das Trio „Wieder, Gansch & Paul“, mit dem sie im Rahmen der Amadeus-Verleihung 2020 in der Kategorie Jazz/World/Blues nominiert wurden. 2017 arbeitete er außerdem mit dem deutschen Trompeter Christoph Moschberger zusammen.
Seit September 2012 ist Albert Wieder Professor für Tuba am Joseph-Haydn-Konservatorium des Landes Burgenland in Eisenstadt.

## Kompositionen (Auswahl)
- 30’er Polka (Cumulus Verlag, 2005)
- 6 kleine Stücke zur Umrahmung diverser Feierlichkeiten (Cumulus Verlag, 2008)
- Am Kamin (Cumulus Verlag, 2005)
- Banjo Boy (Cumulus Verlag, 2006)
- Das Glühwürmchen (Cumulus Verlag, 2005)
- Das Oppossum (Cumulus Verlag, 2005)
- Der Feuersalamander (Cumulus Verlag, 2005)
- Der Schließer (Cumulus Verlag, 2008)
- Der Schmetterling (Cumulus Verlag, 2005)
- Flotter Dreier (Cumulus Verlag, 2006)
- Hochzeitswalzer (Cumulus Verlag, 2005)
- Hochzeitswalzer Nr. 2 (Cumulus Verlag, 2006)
- PIX (Cumulus Verlag, 2012)
- Schlussendlich (Cumulus Verlag, 2012)
- Übermorgen (Cumulus Verlag, 2005)
- Vorgestern (Cumulus Verlag, 2005)

## Auszeichnungen
- 1997: 1. Preis beim Bundeswettbewerb prima la musica
- 1998: 1. Preis bei gradus ad parnassum mit Sonderpreis der Wiener Philharmoniker